# Безносиков, Владимир Иванович
Владимир Иванович Безносиков (коми Безносиков Вань Володь; 26 декабря 1927, Ыб, Автономная область Коми (Зырян) — 18 февраля 2008, Ыб, Республика Коми) — коми писатель и поэт. Заслуженный работник культуры Коми АССР (1987), член Союза писателей России (1991), Почётный гражданин Сыктывдинского района.

## Биография
Родился 26 декабря 1927 года в селе Ыб Сыктывдинского района Коми автономной области в крестьянской семье. По окончании семилетней школы устроился работать в колхоз. В 1944—1946 годах находился на службе в войсках НКВД по охране железных дорог. С 1946 года по 1950 год служил в пограничных войсках МГБ в Заполярье.
Демобилизовался, после чего долгое время работал в Ыбском клубе заведующим, директором Дома культуры. Часто писал для Коми радио, в газеты «За новый север», «Вöрлэдзысь», в районные газеты. В 1957—1958 годах — собственный корреспондент от Коми радио в Сысольском и Прилузском районах.
Литературную деятельность начал в 1952 году. В газетах, журналах «Войвыв кодзув» и «Чушканзi» печатались его рассказы, фельетоны, сценки, частушки, юмористические и сатирические стихи. Позднее Безносиков начал писать в жанре повести.
Написал 10 сборников повестей и рассказов. Комедии Безносикова «Чудеса в решете» и «Именины Марфы» были поставлены в Драматическом театре имени В. Савина.
Умер 18 февраля 2008 года.